# AE Larisa
AE Larisa (AE Larisa 1964) – grecki klub piłkarski z siedzibą w mieście Larisa.

## Historia
Został założony w 1964 w wyniku fuzji czterech lokalnych klubów Iraklis, Aris, Toxotis Larisas i Larisaikos.
Awansował do pierwszej ligi, jednak po zdobyciu jedynego w historii mistrzostwa Grecji w 1988 roku, pod wodzą polskiego trenera Jacka Gmocha, popadł w kłopoty finansowe i w 2000, po bankructwie, spadł do 3. ligi. Z powrotem awansował do najwyższej klasy dopiero w sezonie 2004/2005, po wygraniu rozgrywek drugoligowych. Od sezonu 2006/2007 występuje w rozgrywkach Alpha Ethniki. A.E. Larisa grała w rozgrywkach Pucharu UEFA 2007/2008 odpadając w fazie grupowej.

## Osiągnięcia
- Mistrzostwo: 1988
- Puchar Grecji: 1985, 2007

## Europejskie puchary
Legenda do wszystkich tabel:
- Q – runda eliminacyjna, 1/16, 1/8, 1/4, 1/2 – odpowiednia faza rozgrywek, Grupa – runda grupowa, 1r gr – pierwsza runda grupowa, 2r gr – druga runda grupowa, F – finał, R – runda, PO – play-off
- k. – rzuty karne, los. – losowanie, Dogr. – dogrywka, w. – zasada bramek strzelonych na wyjeździe

| Sezon   | Rozgrywki                 | Runda   | Przeciwnik       | Dom | Wyjazd | Ogólnie     |
| ------- | ------------------------- | ------- | ---------------- | --- | ------ | ----------- |
| 1983/84 | Puchar UEFA               | 1R      | Budapest Honvéd  | 2–0 | 0–3    | 2–3, Dogr.  |
| 1984/85 | Puchar Zdobywców Pucharów | 1R      | Siófok           | 2–0 | 1–1    | 3–1         |
| 1984/85 | Puchar Zdobywców Pucharów | 2R      | Servette FC      | 2–1 | 1–0    | 3–1         |
| 1984/85 | Puchar Zdobywców Pucharów | 1/4     | Dinamo Moskwa    | 0–0 | 0–1    | 0–1         |
| 1985/86 | Puchar Zdobywców Pucharów | 1R      | UC Sampdoria     | 1–1 | 0–1    | 1–2         |
| 1988/89 | Puchar Europy             | 1R      | Neuchâtel Xamax  | 2–1 | 1–2    | 3–3, k: 0–3 |
| 2006    | Puchar Intertoto          | 3R      | Kayserispor      | 0–0 | 0–2    | 0–2         |
| 2007/08 | Puchar Europy             | 1R      | Blackburn Rovers | 2–0 | 1–2    | 3–2         |
| 2007/08 | Puchar Europy             | Grupa A | Everton          |     | 1–3    | 5. miejsce  |
| 2007/08 | Puchar Europy             | Grupa A | Zenit Petersburg | 2–3 |        | 5. miejsce  |
| 2007/08 | Puchar Europy             | Grupa A | AZ Alkmaar       |     | 0–1    | 5. miejsce  |
| 2007/08 | Puchar Europy             | Grupa A | 1. FC Nürnberg   | 1–3 |        | 5. miejsce  |
| 2009/10 | Liga Europy               | 2Q      | KR Reykjavík     | 1–1 | 0–2    | 1–3         |

## Skład na sezon 2017/2018
| Nr | Poz. | Piłkarz                  |
| -- | ---- | ------------------------ |
| 1  | BR   | Mladen Božović           |
| 8  | PO   | Radomir Milosavljević    |
| 11 | PO   | Miloš Deletić            |
| 12 | NA   | Sandi Križman            |
| 14 | OB   | Nikolaos Golias          |
| 15 | OB   | Aleksandar Gojković      |
| 16 | OB   | Nikola Žižić             |
| 17 | OB   | Wallace                  |
| 20 | PO   | Adnan Aganović (kapitan) |
| 21 | OB   | Janis Masuras            |
| 23 | OB   | Christofor Chubczew      |

| Nr | Poz. | Piłkarz               |
| -- | ---- | --------------------- |
| 24 | OB   | Angelos Karatasios    |
| 25 | BR   | Kostas Teodoropulos   |
| 27 | OB   | Marko Jovanović       |
| 33 | PO   | Nemanja Mladenović    |
| 44 | PO   | Panajotis Balas       |
| 64 | PO   | Fatjon Andoni         |
| 67 | BR   | Genadios Ksenodochof  |
| 81 | OB   | Wangelis Moras        |
| 85 | PO   | Leozinho              |
| 99 | BR   | Aleksandros Safarikas |
| —  | PO   | Nikos Anastasopulos   |